# Ley que prohíbe el matrimonio infantil en Perú
Ley que prohíbe el matrimonio en menores de edad o, según su numeración, Ley N° 31945, es la norma peruana que «subraya que no podrán contraer matrimonio las personas menores de 18 años, ni se permitirá el “del tutor o del curador con el menor de 18 años o con la persona con capacidad de ejercicio». Fue aprobada por el Congreso de la República el 1 de noviembre de 2023, por la Presidencia de la República el 25 de noviembre del 2023 y publicada en el diario oficial El Peruano el 26 de noviembre del 2023. 

## Contexto
En Perú, existen una gran cantidad niñas y adolescentes comienzan a convivir y casarse con hombres mayores año tras año, con al menos tres de cada cuatro madres adolescentes provenientes de los estratos más pobres. Además, cada día hasta 11 niñas de 10 a 14 años quedan embarazadas, y 4 de ellas se convierten en madres.
Como es el caso de una niña de 9 años a la cual llamaremos Alicia quién quedó huérfana de padre por un desdichado episodio en Cajamarca. Su madre, al no poder hacerse cargo de ella y sus hermanos, decidió confiarla con unos familiares para que no sufriera de hambre. Pasó el tiempo y empezó a trabajar en casas ajenas haciendo labores domésticas para ganar algo de dinero. A los 15 años, ella quedó embarazada de uno de los patrones producto de una violación. Su agresor no quiso hacerse cargo y la casaron con alguien que sí estaba dispuesto. Su futuro esposo era 10 años mayor que ella. Aquella fue la forma en la que se resolvían estos problemas y como aún se siguen resolviendo en muchas partes del Perú.
Esa realidad la viven millones de niñas en el Perú y en el mundo. Solamente en Perú, el Registro Nacional de Identidad y Estado Civil (Reniec) ha registrado 4.357 matrimonios infantiles entre el 2013 y el 2022. El 98,4% de estos se han dado entre niñas y adolescentes de 11 a 17 años con hombres adultos. El 2020 se alcanzó un pico de 845 uniones.
Además, más de 650 millones de niñas y mujeres que viven en el mundo se casaron antes de cumplir los 18 años, y unos doce millones más lo harán en 2019, a menos que se tomen medidas, ha advertido el Fondo de Población de la ONU en el día de San Valentín.

## Definición de matrimonio infantil
El matrimonio infantil es un matrimonio en el que uno o ambos cónyuges son menores de 18 años. Aunque esta definición suena un poco simple, las realidades del matrimonio infantil pueden resultar complicadas. Ambas palabras, "matrimonio" e "infantil" se interpretan a veces de forma diferente.
La definición reconocida internacionalmente de un niño (que recoge la Convención sobre los Derechos del Niño, uno de los tratados más respaldados universalmente y ratificados más ampliamente en la historia) se refiere a “todo ser humano menor de 18 años de edad”. Esta es también la definición legal que se utiliza en casi todo el mundo.
El concepto de matrimonio también varía: puede ser formal o informal, regido por el derecho civil, el derecho común o el derecho religioso, o simplemente puede ser una práctica consuetudinaria. 
Al margen de estas definiciones, el matrimonio infantil es una violación de los derechos humanos grave que amenaza directamente las vidas, la salud, la seguridad y la educación de las niñas y los niños y limita sus perspectivas de futuro.

## Contenido
La norma modifica los artículos 42, 46, 241, 243 y 248 e incorporación del artículo 46-A y el inciso 10 del artículo 274 del Código Civil peruano.

### Artículo 42. Capacidad de ejercicio plena
Este artículo indica que toda persona mayor de dieciocho años tiene plena capacidad de ejercicio, es decir, tiene la facultad para realizar actos jurídicos. Esta capacidad puede ser total o parcial.

### Artículo 46. Supuestos para el cese de laincapacidad
Este artículo indica que la incapacidad cesa a partir del nacimiento del hijo o hija únicamente para realizar actos como inscribir el nacimiento y reconocer a sus hijos e hijas, demandar por gastos de embarazo y parto, demandar y ser parte en los procesos de tenencia, alimentos y régimen de visitas a favor de sus hijos e hijas, demandar y ser parte en los procesos de filiación extramatrimonial de sus hijos e hijas, celebrar conciliaciones extrajudiciales a favor de sus hijos e hijas. También, el de solicitar su inscripción en el Registro Único de Identificación de Personas Naturales, tramitar la expedición y obtener su Documento Nacional de Identidad. Por último, el de iimpugnar judicialmente la paternidad.

### Artículo 46A:Capacidad adquiridapor título oficial
La incapacidad de las personas mayores de dieciséis (16) años cesa por obtener título oficial que les autorice ejercer profesión u oficio. No se aplica para contraer matrimonio.

### Disposición complementaria transitoria

#### Única: Anulabilidad del matrimonio
La persona menor de edad, de forma directa y sin intermediarios, tiene la facultad de solicitar la anulabilidad del matrimonio que haya contraído con anterioridad a la vigencia de la presente ley.

### Disposiciones complementarias derogatorias
La norma deroga los artículos 244, 245, 246, 247 y el numeral 1 del artículo 277 del Código Civil, aprobado por el Decreto Legislativo 295: 

#### Artículo 244.- Requisitos para matrimonio entre menores de edad
Los menores de edad, para contraer matrimonio, necesitan del asentimiento expreso de sus padres. La discrepancia entre los padres equivale al asentimiento. O sino falta o por incapacidad absoluta o por destitución de uno de los padres del ejercicio de la patria potestad, basta el asentimiento del otro. A veces, se dan los casos que a falta de ambos padres, o si los dos fueran absolutamente incapaces o hubieran sido destituidos del ejercicio de la patria potestad, prestarán asentimiento los abuelos y las abuelas. En igualdad de votos contrarios, la discordancia equivale al asentimiento. También, a falta de abuelos y abuelas o si son absolutamente incapaces o han sido removidos de la tutela, corresponde al juez de menores otorgar o negar la licencia supletoria. 
Sin embargo, existen casos en los que la atribución corresponde al juez de menores, respecto de expósitos o de menores abandonados o que se encuentren bajo jurisdicción especial. Los hijos extramatrimoniales sólo requieren el asentimiento del padre o, en su caso, de los abuelos paternos, cuando aquél los hubiese reconocido voluntariamente. La misma regla se aplica a la madre y los abuelos en línea materna.

#### Artículo 245.-  Negativa de los padres
La negativa de los padres o ascendientes a otorgar el asentimiento no requiere fundamentación. Contra esta negativa no hay recurso alguno.

#### Artículo 246.- Resolución judicial denegatoria
La resolución judicial denegatoria a que se refiere el artículo 244 debe ser fundamentada y contra ella procede el recurso de apelación en ambos efectos. 

#### Artículo 247.- Efectos del matrimonio de menores sin autorización
El menor que se casa sin el asentimiento a que se refieren los artículos 244 y 245 no goza de la posesión, administración, usufructo ni de la facultad de gravamen o disposición de sus bienes, hasta que alcance la mayoría. 

#### Artículo 277.- Es anulable el matrimonio

##### Numeral 1.
Específicamente en este numeral del impúber, la acción puede ser intentada por él, por sus ascendientes si no hubiesen prestado asentimiento para el matrimonio y, a falta de éstos, por el consejo de familia. No puede intentarse la acción después que el menor ha alcanzado la mayoría de edad, ni cuando la mujer ha concebido. Si la anulación hubiese sido obtenida a instancia de los padres, ascendientes o del consejo de familia, los cónyuges al llegar a la mayoría de edad, pueden confirmar su matrimonio ante el juez. La confirmación produce efecto retroactivo.
La norma también deroga los artículos 113 y 114 del Nuevo Código de los Niños y Adolescentes aprobado por la Ley 27337: 

#### Artículo 113: El matrimonio
El Juez especializado autoriza el matrimonio de adolescentes, de acuerdo a lo señalado en los artículos pertinentes del Código Civil.

#### Artículo 114: Recomendación
Este artículo indica que antes de otorgar la autorización, el Juez escuchará la opinión de los contrayentes y con el apoyo del Equipo Multidisciplinario dispondrá las medidas convenientes para garantizar sus derechos.

Índice de matrimonio infantil alrededor del mundo al 2023

## Comentarios relevantes
En diciembre de 2023 se analizaron los efectos de la ley en una mesa de trabajo en el despacho de la Congresista Flor Pablo, quien indicó:
“Los defensores de los derechos de niños y adolescentes han acogido esta medida legislativa como un logro que marca un hito en la historia del Perú. Gracias a los aportes de muchas colegas congresistas e instituciones civiles, lideresas, colectivos y organizaciones diversas, que constantemente luchan por defender los derechos de las personas menores de edad, principalmente de los sectores más vulnerables de nuestra sociedad”